# 戸田拓也
戸田 拓也（とだ たくや、1996年10月25日 - ）は、日本の男子バレーボール選手である。

## 来歴
北海道札幌市出身。兄の影響で小学4年生からバレーボールを始める。
東海大学付属札幌高等学校、東海大学札幌キャンパスを経て、2018-19シーズン、V.LEAGUE DIVISION3 MEN（V3男子）に所属するヴォレアス北海道の内定選手となった。内定選手としてV3男子の試合に出場し、Vリーグデビューを果たした。
2019年、大学卒業後に、ヴォレアス北海道に入団した。同年、チームはV2昇格となり、2019-20シーズン、V2男子の試合に出場し、V2デビューを果たした。チームは2023年にV1昇格を果たした。
2023-24シーズン、V1男子の試合に出場し、V1デビューを果たした。
2025年4月、2024-25シーズン限りでの退団が発表された。4月30日に自由交渉選手として公示。8月に千葉ドット入団が発表された。

## 人物
2024年7月、ビーチバレーボール元日本代表の坂口由里香と結婚。

## 所属チーム
- 東海大学付属札幌高等学校（2012-2015年）
- 東海大学札幌キャンパス（2015-2019年）
- ヴォレアス北海道（2019-2025年）
- 千葉ドット（2025年-）